# Oscar Hammerstein II
Pour les articles homonymes, voir Hammerstein (homonymie).
Œuvres principales
Show Boat (1927)
Oklahoma ! (1946)
South Pacific (1949)
Le Roi et moi (1951)
La Mélodie du bonheur (1959)
Oscar Hammerstein II est un librettiste, parolier, scénariste et producteur de comédies musicales américain né le 12 juillet 1895 à New York et mort le 23 août 1960 à Doylestown (Pennsylvanie).
Il est l'auteur de plusieurs comédies musicales parmi les plus célèbres de Broadway en collaboration avec les compositeurs Jerome Kern (Show Boat) et surtout Richard Rodgers (Oklahoma !, South Pacific, Le Roi et moi, La Mélodie du bonheur), qui lui ont valu deux Oscars de la meilleure chanson originale (1942 et 1946) et trois Tony Awards de la meilleure comédie musicale (1950, 1952 et 1960).

## Biographie

### Jeunesse et études
Oscar Greeley Clendenning Hammerstein, 2e du nom, naît le 12 juillet 1895 à New York de William Hammerstein (en) (1875-1914) et Alice Vivian Nimmo (1874-1910). D'origine allemande, son grand-père, Oscar Hammerstein (1846-1919), ayant fait fortune dans l'industrie du tabac fait construit plusieurs théâtres à New York ainsi que l'Opéra de Philadelphie. Son oncle, Arthur Hammerstein (1872-1955), est compositeur et imprésario d'opéra. Il perd sa mère à l'âge de 15 ans, puis son père quatre ans plus tard.
Il fréquente l'université de Columbia (1912-1916) puis étudie le droit à la Columbia Law School (1917). Parallèlement, il intègre la troupe de théâtre de l'université, le Varsity Show, en tant qu'acteur puis auteur et membre du comité de sélection. C'est lors de l'édition 1920qu'il fait la connaissance des jeunes Richard Rodgers et Lorenz Hart, collaborant à l'une de leurs premières comédies musicales, Fly with Me (en).

### Carrière

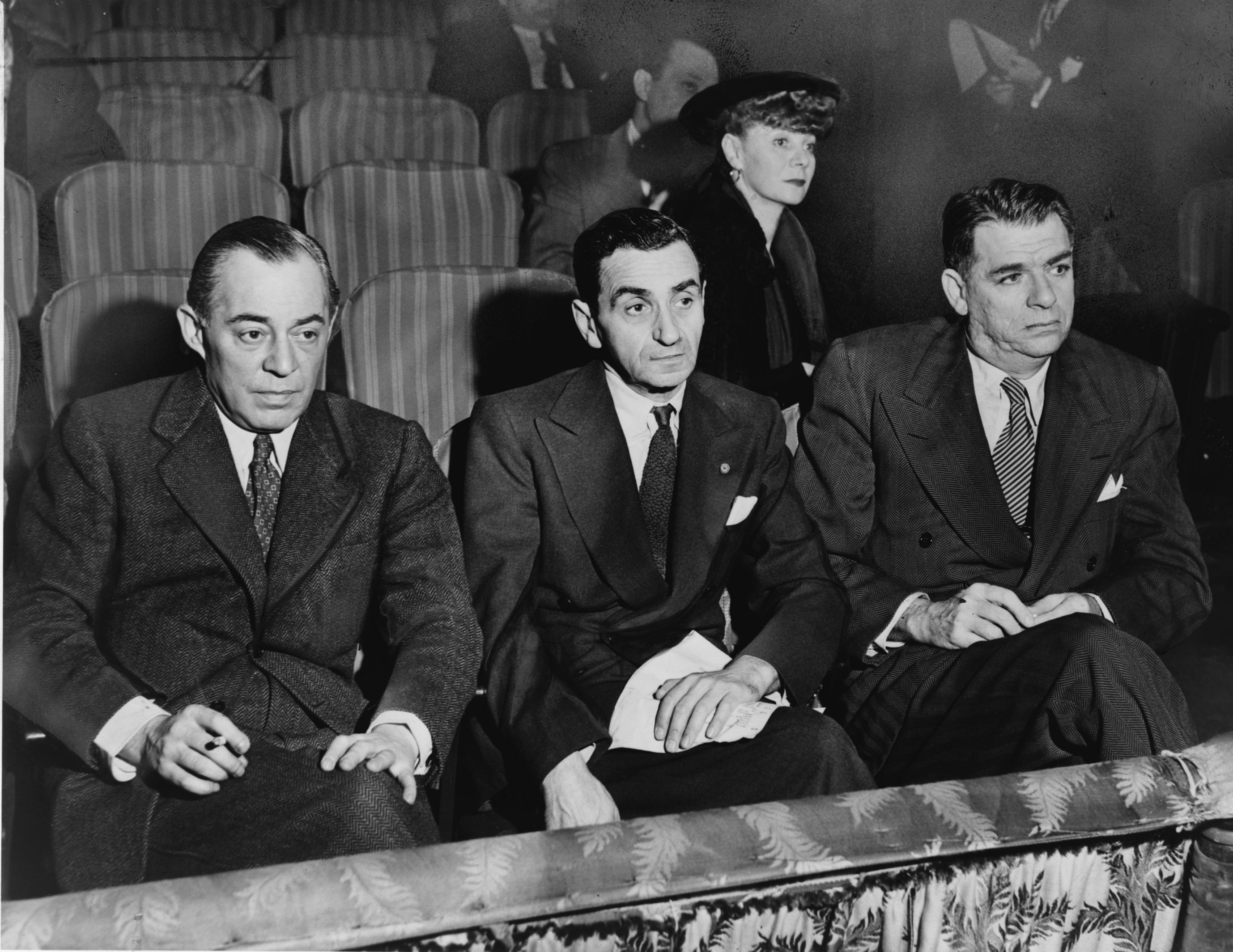
(de gauche à droite) Richard Rodgers, Irving Berlin, Helen Tamiris et Oscar Hammerstein II lors d'auditions au St. James Theatre en 1948.

Oscar Hammerstein abandonne ses études de droit pour se lancer dans la carrière théâtrale. Sa première comédie musicale, Always You, musique d'Herbert P. Stothart, est créée en 1920. En collaboration avec les librettistes Otto Harbach et Frank Mandel, il signe de nombreuses œuvres pour des compositeurs tels que Rudolf Friml (Rose-Marie, The Wild Rose), Vincent Youmans (Wildflower, Mary Jane McKane, Rainbow) et Sigmund Romberg (The Desert Song, The New Moon, East Wind, May Wine, Sunny River).
En 1925, avec Sunny, il entame une fructueuse collaboration avec Jerome Kern, qui culminera deux ans plus tard avec la comédie musicale Show Boat, adaptée du roman homonyme d'Edna Ferber.
En 1942, Richard Rodgers dont les comédies musicales écrites avec Lorenz Hart ont remporté un immense succès au cours des années 1930, envisage d'adapter le roman Green Grow the Lilacs de Lynn Riggs (en). Mais outre le fait que Hart n'est pas intéressé par le sujet, les problèmes de santé de ce dernier - dû à son alcoolisme - sonnent le glas du duo (Hart mourra l'année suivante). Le partenariat de Kern et Hammerstein est de son côté également arrivé à son terme en 1939 avec Very Warm for May, Kern préférant se consacrer à une carrière hollywodienne.
Rodgers et Hammerstein, qui travaille sur Carmen Jones, adaptation jazz du Carmen de Bizet avec une distribution exclusivement  afro-américaine dans l'esprit de Porgy and Bess, décident donc de s'associer sur ce nouveau projet rebatisé Oklahoma !. La comédie musicale est créée le 31 mars 1943 et atteint le nombre record de 2 212 représentations, étrennant une série de succès : Carousel (1945), Allegro (1947), South Pacific (1949), The King and I (1951), Me and Juliet (1953), Pipe Dream (1955), Flower Drum Song (1958) et The Sound of Music (1959), la plupart portés à l'écran dans la foulée, ainsi que deux œuvres écrites directement pour le cinéma et la télévision : State Fair (1945) et Cinderella (1957).

### Mort
Oscar Hammerstein meurt le 23 août 1960 à Doylestown en Pennsylvanie d'un cancer de l'estomac à l'âge de 65 ans. Il est incinéré et ses cendres sont déposées au cimetière de Ferncliff à Hartsdale.

### Vie privée
Oscar Hammerstein a été marié à deux reprises : 
- avec Myra Finn de 1917 à 1929 ; le couple a deux enfants, William (1918–2001) et Alice (1922–2015) avant de divorcer ;
- avec Dorothy Blanchard Jacobson de 1929 à sa mort. De cette union naît un second fils, James (1931–1999).

## Œuvres

### Théâtre
- 1919 : The Light
- 1924 : Gypsy Jim de Milton Herbert Gropper et Oscar Hammerstein
- 1924 : New Toys de Milton Herbert Gropper et Oscar Hammerstein

### Comédies musicales
- 1917 : Furs and Frills, revue de Silvio Hein et Edward Clark (comprend des chansons d'Oscar Hammerstein)
- 1920 : Always You, musique d'Herbert P. Stothart, livret et lyrics d'Oscar Hammerstein
- 1920 : Tickle Me, musique d'Herbert P. Stothart, livret et lyrics d'Oscar Hammerstein, Otto Harbach et Frank Mandel
- 1920 : Jimmie, musique d'Herbert P. Stothart, livret et lyrics d'Oscar Hammerstein, Otto Harbach et Frank Mandel
- 1922 : Daffy Dill, musique d'Herbert P. Stothart, livret de Guy Bolton et Oscar Hammerstein, lyrics d'Oscar Hammerstein
- 1922 : Queen O' Hearts, musique de Lewis E. Gensler et Dudley Wilkinson, livret de Frank Mandel et Oscar Hammerstein, lyrics d'Oscar Hammerstein
- 1923 : Wildflower, musique de Vincent Youmans et Herbert P. Stothart, livret et lyrics d'Oscar Hammerstein et Otto Harbach
- 1923 : Mary Jane McKane, musique de Vincent Youmans et Herbert P. Stothart, livret et lyrics d'Oscar Hammerstein et William Carey Duncan
- 1924 : Rose-Marie, musique de Rudolf Friml et Herbert P. Stothart, livret et lyrics d'Oscar Hammerstein et Otto Harbach
- 1925 : Sunny, musique de Jerome Kern, livret et lyrics d'Oscar Hammerstein et Otto Harbach
- 1925 : Song of the Flame, musique de George Gershwin et Herbert P. Stothart, livret et lyrics d'Oscar Hammerstein et Otto Harbach
- 1926 : The Wild Rose, musique de Rudolf Friml, livret et lyrics d'Oscar Hammerstein et Otto Harbach
- 1926 : The Desert Song, musique de Sigmund Romberg, livret d'Oscar Hammerstein, Otto Harbach et Frank Mandel, lyrics d'Oscar Hammerstein et Otto Harbach
- 1927 : Golden Dawn, musique d'Emmerich Kálmán et Herbert P. Stothart, livret et lyrics d'Oscar Hammerstein et Otto Harbach
- 1927 : Show Boat, musique de Jerome Kern, livret et lyrics d'Oscar Hammerstein
- 1928 : Good Boy, musique d'Herbert P. Stothart, livret d'Oscar Hammerstein, Otto Harbach et Henry Myers, lyrics de Bert Kalmar et Harry Ruby
- 1928 : The New Moon, musique de Sigmund Romberg, livret d'Oscar Hammerstein, Frank Mandel et Laurence Schwab, lyrics d'Oscar Hammerstein
- 1928 : Rainbow, musique de Vincent Youmans, livret de Laurence Stallings et Oscar Hammerstein, lyrics d'Oscar Hammerstein
- 1929 : A Night in Venice, musique de Lee Davis et Maury Rubens, lyrics de J. Keirn Brennan et Moe Jaffe (comprend des chansons de  Vincent Youmans et Oscar Hammerstein)
- 1929 : Sweet Adeline, musique de Jerome Kern, livret et lyrics d'Oscar Hammerstein
- 1930 : Ballyhoo of 1930, musique de Louis Alter, livret et lyrics d'Harry Ruskin et Leighton K. Brill (comprend des chansons de Rudolf Friml, Otto Harbach et Oscar Hammerstein)
- 1931 : The Gang's All Here, musique de Lewis E. Gensler, livret de Russel Crouse, Oscar Hammerstein II et Morrie Ryskind, lyrics d'Owen Murphy et Robert A. Simon
- 1931 : Free For All, musique de Richard A. Whiting, livret d'Oscar Hammerstein II et Laurence Schwab, lyrics d'Oscar Hammerstein
- 1931 : East Wind, musique de Sigmund Romberg, livret d'Oscar Hammerstein II et Frank Mandel, lyrics d'Oscar Hammerstein
- 1932 : Music in the Air, musique de Jerome Kern, livret et lyrics d'Oscar Hammerstein
- 1935 : May Wine, musique de Sigmund Romberg, livret de Frank Mandel, lyrics d'Oscar Hammerstein
- 1938 : Hellzapoppin’, musique et lyrics de Sammy Fain et Charles Tobias, livret d'Ole Olsen et Chic Johnson (comprend des chansons d'Oscar Hammerstein)[a]
- 1939 : Very Warm for May, musique de Jerome Kern, livret et lyrics d'Oscar Hammerstein
- 1941 : Sunny River, musique de Sigmund Romberg, livret et lyrics d'Oscar Hammerstein
- 1943 : Oklahoma !, musique de Richard Rodgers, livret et lyrics d'Oscar Hammerstein
- 1943 : Carmen Jones, musique de Georges Bizet adaptée de son opéra Carmen par Robert Russell Bennett, livret et lyrics d'Oscar Hammerstein
- 1945 : Carousel, musique de Richard Rodgers, livret et lyrics d'Oscar Hammerstein
- 1947 : Allegro (en), musique de Richard Rodgers, livret et lyrics d'Oscar Hammerstein
- 1949 : South Pacific, musique de Richard Rodgers, livret et lyrics d'Oscar Hammerstein
- 1951 : Le Roi et moi (The King and I), musique de Richard Rodgers, livret et lyrics d'Oscar Hammerstein
- 1953 : Me and Juliet (en), musique de Richard Rodgers, livret et lyrics d'Oscar Hammerstein
- 1955 : Pipe Dream (en), musique de Richard Rodgers, livret et lyrics d'Oscar Hammerstein
- 1958 : Au rythme des tambours fleuris (Flower Drum Song), musique de Richard Rodgers, livret et lyrics d'Oscar Hammerstein
- 1959 : La Mélodie du bonheur (The Sound of Music), musique de Richard Rodgers, livret et lyrics d'Oscar Hammerstein

## Filmographie

### Cinéma
- 1925 : New Toys de John S. Robertson - auteur de la pièce originale
- 1929 : Le Chant du désert (The Desert Song) de Roy Del Ruth - auteur de la comédie musicale originale
- 1930 : Chanson de l'Ouest (Song of the West) de Ray Enright - auteur de la comédie musicale originale
- 1930 : Le Chant de la flamme (The Song of the Flame) d'Alan Crosland - auteur de la comédie musicale originale
- 1930 : Golden Dawn de Ray Enright - auteur de la comédie musicale originale
- 1930 : Sunny de William A. Seiter - auteur de la comédie musicale originale
- 1930 : Nuits viennoises (Viennese Nights) d'Alan Crosland - auteur de l'opérette originale
- 1930 : New Moon de Jack Conway - auteur de l'opérette originale
- 1931 : Children of Dreams d'Alan Crosland - scénariste
- 1932 : The Red Shadow, court-métrage de Roy Mack - auteur de l'opérette originale, The Desert Song
- 1934 : Musique dans l'air (Music in the Air) de Joe May - auteur de la comédie musicale originale
- 1934 : The Flame Song, court-métrage de Joseph Henabery - auteur de l'opérette originale, The Song of the Flame
- 1934 : Un soir en scène (Sweet Adeline) de Mervyn LeRoy - auteur de la comédie musicale originale
- 1936 : Rose-Marie de W. S. Van Dyke - auteur de l'opérette originale
- 1936 : Show Boat de James Whale - scénariste et auteur de la comédie musicale originale
- 1937 : Trompette Blues (Swing High, Swing Low) de Mitchell Leisen - scénariste
- 1937 : La Furie de l'or noir (High, Wide and Handsome) de Rouben Mamoulian - scénariste
- 1938 : The Lady Objects d'Erle C. Kenton - parolier[b]
- 1939 : La Grande Farandole (The Story of Vernon and Irene Castle) de H. C. Potter - adaptatateur
- 1940 : L'Île des amours (New Moon) de Robert Z. Leonard et W.S. Van Dyke - auteur de l'opérette originale
- 1941 : Mardi gras (Sunny) d'Herbert Wilcox - auteur de l'opérette originale
- 1941 : Divorce en musique (Lady Be Good) de  Norman Z. McLeod - parolier[c]
- 1943 : Le Chant du désert (The Desert Song) de Robert Florey - auteur de la comédie musicale originale
- 1944 : Broadway qui chante (Broadway Rhythm) de Roy Del Ruth - auteur de la comédie musicale originale
- 1945 : La Foire aux illusions (State Fair) de Walter Lang - scénariste
- 1946 : Centennial Summer d'Otto Preminger - parolier[d]
- 1951 : Show Boat de George Sidney - auteur de la comédie musicale originale
- 1951 : Le Cabaret du soleil couchant (The Strip) de László Kardos - parolier[e]
- 1953 : Le Nouveau Chant du désert (The Desert Song) de H. Bruce Humberstone - auteur de la comédie musicale originale
- 1954 : Rose Marie de Mervyn LeRoy - auteur de l'opérette originale
- 1954 : Carmen Jones d'Otto Preminger - librettiste
- 1955 : Oklahoma ! de Fred Zinnemann - auteur de la comédie musicale originale
- 1956 : Carrousel (Carousel) d'Henry King - auteur de la comédie musicale originale
- 1956 : Le Roi et moi (The King and I) de Walter Lang - auteur de la comédie musicale originale
- 1958 : Pacifique sud (South Pacific) de Joshua Logan - auteur de la comédie musicale originale
- 1961 : Au rythme des tambours fleuris (Flower Drum Song) d'Henry Koster - auteur de la comédie musicale originale
- 1962 : La Foire aux illusions de José Ferrer - adaptateur
- 1965 : La Mélodie du bonheur (State Fair) de Robert Wise - auteur de la comédie musicale originale

### Télévision
- 1955 : The Desert Song de Max Liebman - auteur de l'opérette originale
- 1957 : Cinderella de Ralph Nelson - scénariste et parolier

## Distinctions
- 1950 : médaille d'or de The Hundred Year Association of New York « en reconnaissance de sa contribution exceptionnelle envers la ville de New York » ( « in recognition of outstanding contributions to the City of New York »[2]).

### Récompenses
- Oscars 1941 : Meilleure chanson pour The Last Time I Saw Paris dans Lady Be Good[3]

- Prix Pulitzer 1944 : Prix spéciaux et citations pour  Oklahoma![4]

- Oscars 1945 : Meilleure chanson pour It Might as Well Be Spring dans State Fair[5]

- Prix Pulitzer 1950 : Prix Pulitzer de l'œuvre théâtrale pour South Pacific[6]
- Tony Awards 1950[7] : 
  - Meilleure comédie musicale pour South Pacific
  - Meilleur livret de comédie musicale pour South Pacific
  - Meilleur  de comédie musicale pour South Pacific

- Tony Awards 1952 : Meilleure comédie musicale pour The King and I[8]

- Grammy Awards 1961 : Meilleur album de spectacle pour  The Sound of Music[9]
- Tony Awards 1960 : Meilleure comédie musicale pour The Sound of Music (ex æquo avec Fiorello!)[10]

- Grammy 1992 : Trustees Award[11]

### Nominations
- Oscars 1938 : Meilleure chanson originale  pour A Mist over the Moon dans The Lady Objects[12]

- Oscars 1946 : Meilleure chanson originale pour All Through the Day dans Centennial Summer[13]

- Oscars 1951 : Meilleure chanson originale pour pour A Kiss to Build a Dream On dans The Strip[14]

- Tony Awards 1956 : Meilleure comédie musicale pour Pipe Dream[15]

- Tony Awards 1959 : Meilleure comédie musicale pour Flower Drum Song[16]

- Tony Awards 1996 : Meilleure partition originale pour State Fair[17].

## Chansons célèbres
- Ol' Man River et Can't Help Lovin' Dat Man (en) (de la comédie musicale Show Boat)
- The Last Time I Saw Paris (en) (du film Lady Be Good)
- It Might as Well Be Spring (en) (du film State Fair)
- Oh, What a Beautiful Mornin' (en) (de la comédie musicale Oklahoma !)
- If I Loved You (en) et You'll Never Walk Alone (de la comédie musicale Carousel)
- Some Enchanted Evening (de la comédie musicale South Pacific)
- Shall We Dance? (de la comédie musicale Le Roi et moi)
- My Favorite Things et Climb Ev'ry Mountain (de la comédie musicale La Mélodie du bonheur)